# ماراثون أويل

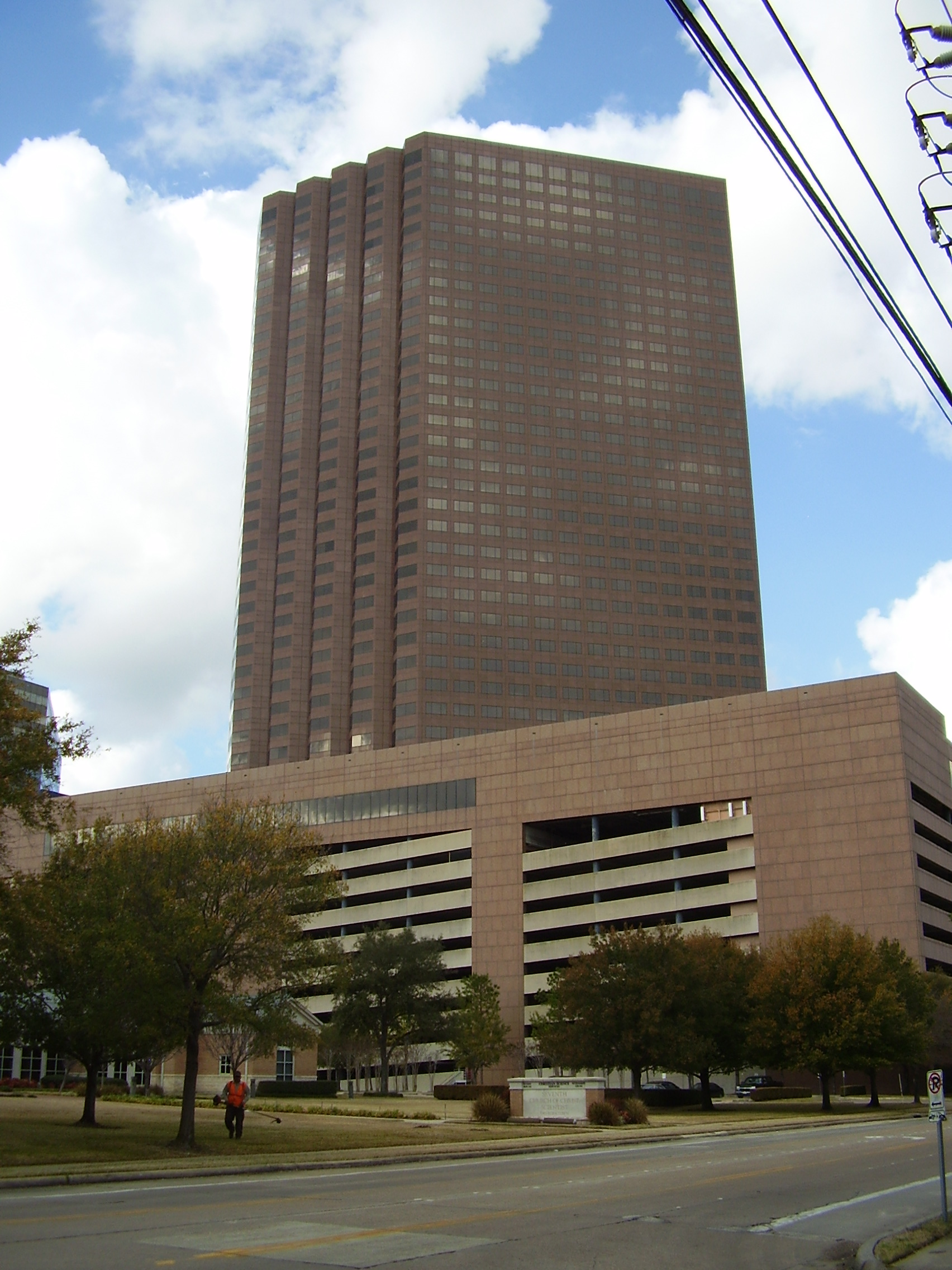
ماراثون أويل تاور ، مقر ماراثون أويل

شركة ماراثون أويل هي شركة أمريكية تعمل في مجال التنقيب عن النفط تأسست في أوهايو ومقرها في برج ماراثون أويل في هيوستن، تكساس. تم تأسيسها في ولاية أوهايو. تم تصنيف الشركة في المرتبة 534 في قائمة فورتشن 500 والمرتبة 1900 في فوربس غلوبال 2000.

## لمحة عامة
تتألف احتياطيات الشركة المؤكدة من 52٪ من البترول و 30٪ من الغاز الطبيعي و 18٪ من سوائل الغاز الطبيعي.
اعتبارًا من 31 ديسمبر 2020 ، كان لدى الشركة 972 مليون barrels of oil equivalent (5.95×109 جـجول) من الاحتياطيات المؤكدة المقدرة، منها 86٪ في الولايات المتحدة و 14٪ في غينيا الاستوائية.
في عام 2020 ، باعت الشركة 383 ألف barrels of oil equivalent (2,340,000 جـجول) يوميًا.

## روابط خارجية
- موقع شركة نفط الماراثون